# 마르크 우트
마르크 알렉산더 우트(독일어: Mark-Alexander Uth, 1991년 8월 24일 ~ )는 독일의 축구 선수이다. 포지션은 공격수이며, 현재 1. FC 쾰른에서 활동하고 있다.